# پارکراه کابین جان
پارکراه کابین جان (به انگلیسی: Cabin John Parkway) یک جاده در ایالت مریلند در ایالات متحده است. پارکراه با طولی حدوده ۱٫۵ مایل (۲٫۴۱ کیلومتر) است.